# You Shouldn’t Look at Me That Way
You Shouldn’t Look at Me That Way ist ein Song von Elvis Costello, den er für den Film Film Stars Don’t Die in Liverpool von Paul McGuigan geschrieben und gesungen hat.

## Produktion

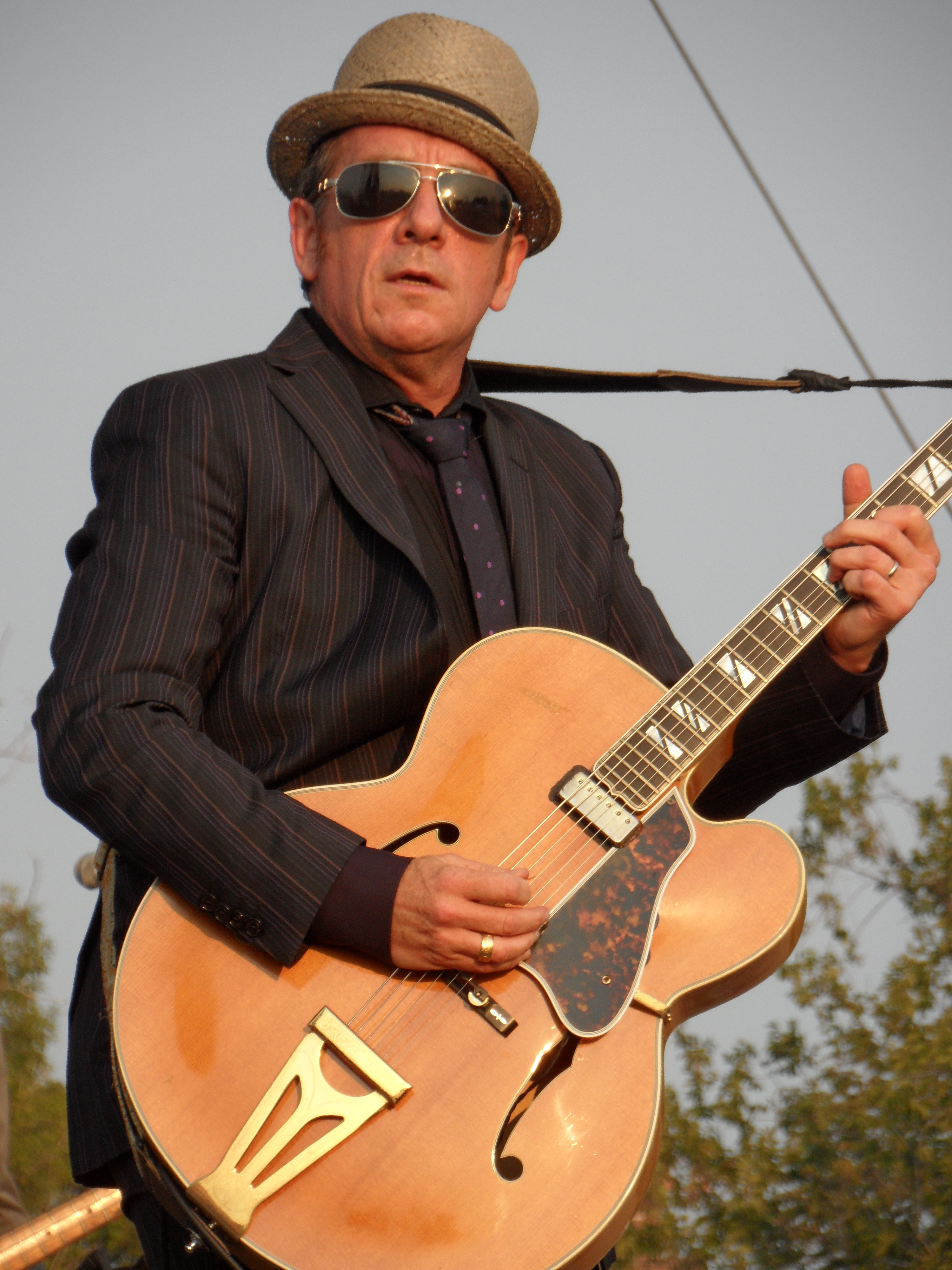
You Shouldn’t Look at Me That Way wurde von Elvis Costello gesungen

Der Song You Shouldn’t Look at Me That Way (engl. für „Du solltest mich nicht so ansehen“) wurde von Elvis Costello für den Film Film Stars Don't Die in Liverpool von Paul McGuigan geschrieben. Er hat den Song selbst orchestriert und eingespielt. Das Stück ist im Abspann des Films zu hören. Costello meinte: „Sagen wir, ich bin ziemlich stolz auf einen neuen Song. Es ist eine Ballade [...], für die ich die Orchestrierung selbst geschrieben habe.“ Costello erklärte weiter: „You Shouldn't Look At Me That Way ist ein Lied, in dem es um zwei Menschen geht, die viele Geheimnisse haben. Sie waren in einer Beziehung und hatten vielleicht Schwierigkeiten, einander so zu sehen, wie sie wirklich waren. Alle Liebhaber haben Geheimnisse. Ein Liebhaber hat etwas Eitelkeit, aber auch eine Menge Verletzlichkeit.“ Film Stars Don’t Die in Liverpool erzählt von der Schauspielerin Gloria Grahame und ihrer Beziehung zu dem jungen Schauspieler Peter Turner und basiert auf dessen Memoiren. Costello war seit je her von Grahames Schaffen fasziniert und hatte in der Vergangenheit Bilder von ihr in seine Show eingebaut.
Die Aufnahme mit Costello, der selbst Klavier spielte und sang, entstand gemeinsam mit einigen seiner Wegbleitern, so Steve Nieve von Elvis Costellos Begleitband The Attractions am Klavier, dem ehemaligen Bassisten der Alternative-Rock-Band Cracker Davey Faragher, Brad Turner am Flügelhorn und einer Reihe von Violinisten, aber auch in Zusammenarbeit mit Barbara Broccoli und Colin Vaines, den Produzenten des Films Film Stars Don’t Die in Liverpool.
Am 9. November 2017 wurde ein Musikvideo zum Song veröffentlicht, in dem Costello singend und Klavier spielend zu sehen und das mit Szenen aus dem Film Film Stars Don’t Die in Liverpool versehen ist.

## Veröffentlichung
Der Song wurde im November 2017 von Verve und Decca Records (fast) zeitgleich mit dem zugehörigen Musikvideo veröffentlicht, die von J. Ralph komponierte Filmmusik für Film Stars Don’t Die in Liverpool wurde bislang jedoch noch nicht veröffentlicht.

## Rezeption
Für Scott Feinberg von The Hollywood Reporter zählt You Shouldn’t Look at Me That Way zu den möglichen Kandidaten in der Kategorie Bester Song bei der Oscarverleihung 2018.
Am 18. Dezember 2017 gab die Academy of Motion Picture Arts and Sciences bekannt, dass sich der Song in einer Vorauswahl von 70 Liedern befindet, aus der die Nominierungen in der Kategorie Bester Filmsong im Rahmen der Oscarverleihung 2018 bestimmt wurden.